# ヴィークルエンド
『ヴィークルエンド』は、うえお久光によるSFライトノベル。電撃文庫より刊行。
全ての子供が共感覚障害と感情の制御が出来なくなる障害を抱えた近未来、自らの身体を乗り物だと知覚させるサプリを用いて行われるスポーツとそれに関わる人々を描いた青春小説。
一人称の文体を用いていた『紫色のクオリア』とは違い、英米のサイバーパンクを意識した翻訳調の三人称文体が使用されている。

## あらすじ
突如として全ての子供が先天的な共感覚障害と感情の欠陥を抱えるようになった社会。感情を抑えるサプリと呼ばれる薬品の使用が社会生活を営む上で必要不可欠となっているものの、ドラッグのイメージが強いことから未だに社会の理解は低い現状だった。
そんな中、「ヴィークル」というサプリを使用し自らを乗り物だと知覚させて行うレース「ヴィークルレース」が子供たちの間で流行していた。羽鳥カナミは一つ間違えれば死に至る危険性を孕んだヴィークルレースに、仲間達とともに挑戦していく事となる。

## 登場人物
羽鳥哉視（はとり かなみ）
感情の昂ぶりが「熱」に変換される共感覚障害を持った少年。「熱」が昂ぶると全裸になる癖がある。自身が立ち上げたチーム「アンパサンド」では雑用係をやっているが、実質的にはまとめ役に近い。夢はアングラなイメージの強いヴィークルレースをメジャーなスポーツに押し上げて「アンパサンド」を世界一のスターチームに押し上げること。
親が権力者であり、裕福な家庭に生まれ育ったが現在では絶縁に等しい関係になっている。幼少時、父親に連れて行かれた献金パーティーで豪華客船から転落して死に掛けた。この自らが落ちていき、服が全部脱げたのに足に靴下がまとわりついているというヴィジョンは成長した今でも時折幻視する。
名前は服部半蔵からとられている。
猿渡十弥（さるわたり とび）
「アンパサンド」のトップ。愛称は「キャップ」。「空間把握」の共感覚障害を持ち、天才と云われている。
名前は猿飛佐助からとられている。
隠霧（かくれ きり）
「アンパサンド」の最年少メンバーで羽鳥の弟子。ヴィークルの適合者ではないためレースには参加できないが、「重力観測」という稀有な障害を持つことから将来のエースとも云われている。
名前は霧隠才蔵からとられている。
入洞清香（いりどう せいか）
「アンパサンド」のパフォーマー。羽鳥・徳子とは矯正施設で知り合って以来の仲。「他人の痛みを快感と捉える」障害から恐れられている。幼少時は凄まじかったようだが、矯正施設に入ってからは大分丸くなっている。
名前は三好清海入道からとられている。
十条竹見（じゅうじょう たけみ）
「サプリマスター」を自称する「絶対味覚」の持ち主。ヴィークル「&」を完成させた。とてつもない美人だが、寂しがりやで甘えん坊。それが仇となって高校中退の要因となってしまった。チームに入った理由は「モテまくりたいから」。
名前は筧十蔵からとられている。
雪村勇士（ゆきむら ゆうじ）
「アンパサンド」のリーダー。キャップとは友人であり、徳子の紹介によって羽鳥とともに「アンパサンド」を立ち上げた。
名前は真田幸村からとられている。
土葵川徳子（ときがわ とくこ）
大企業「土葵川スポーツ」の社長令嬢で、羽鳥の元恋人。感情を「匂い」として感じる障害を持つ。兄をヴィークルレースで亡くしており、葬式のときにはサプリで悲しみを抑えて笑い続けた。土葵川スポーツを転覆しようという野望を抱いており、「アンパサンド」を支援するのも半分は自分の手駒として使うためである。
出雲御國（いずも みくに）
「新世代」と呼ばれ若者に圧倒的な人気のあるミュージシャン。その言動は非常に奇怪であり、幾度となく周囲を振り回す。
名前は出雲阿国からとられている。

## 用語
共感覚障害
子供達が持つ先天的な共感覚の障害。原因は未だ不明だが、感情の変化によって引き起こされる。
ヒート系
感情の昂ぶりを押さえられない障害の俗称。「アッパー系」とも呼ばれる。
クール系
感情を表現できない障害の俗称。「ダウナー系」とも呼ばれる。
サプリ
感情をコントロールする薬品のこと。基礎サプリの調合によって自分にあった適合サプリ（コーン）を見つけなければ感情のコントロールはうまくいかないのだが、現在体系化されていないために自分の適合サプリを見つけるには情報交換が必要となる。また、調合次第では「プレイサプリ」という意図的に共感覚障害を誘発させるサプリを作成することも可能で、サプリを相殺する「リセットアシッド」や自分の身体を乗り物という形で可視化する「ヴィークル」もその中に入る。
ヴィークルレース
「ヴィークル」を用いて行われるレース。イギリス・フランスが本場。決まったコースはなく、ゴールに最も早く着いた者が勝者となる。妨害も認められており、時には死者も出る危険な違法スポーツである。レース毎に大金が動くことから暴力団との癒着が問題となっている。レース形式にはチーム全員の着順で競う「ワンフォアオール」と最も早く着いた者のチームが勝者となる「ワンオアゼロ」があるが、実際には走行技術も加味されることが多い。一般的に団体で行う競技であり、1位を目指す「トップ」、トップをフォーローする「セカンド」、そして技術を観客に見せながらレースを実況する「パフォーマー」というポジションがある。

## 書籍
- 『ヴィークルエンド』　2010年7月発売　ISBN 978-4-04-868655-6